# Bureau de Meteorología
El Bureau de Meteorología (En Inglés Bureau of Meteorology, BOM) es una Agencia Ejecutiva del Gobierno australiano responsable de proporcionar servicios de meteorología, hidrología y clima a Australia y sus áreas circundantes. Fue creado por la Ley de Meteorología de 1906, que congregó todos los servicios meteorológicos estatales que existían a la fecha en una sola entidad. Los estados australianos transfirieron oficialmente sus responsabilidades y registros climáticos al Bureau de Meteorología el 1 de enero de 1908.

## Servicios y estructura

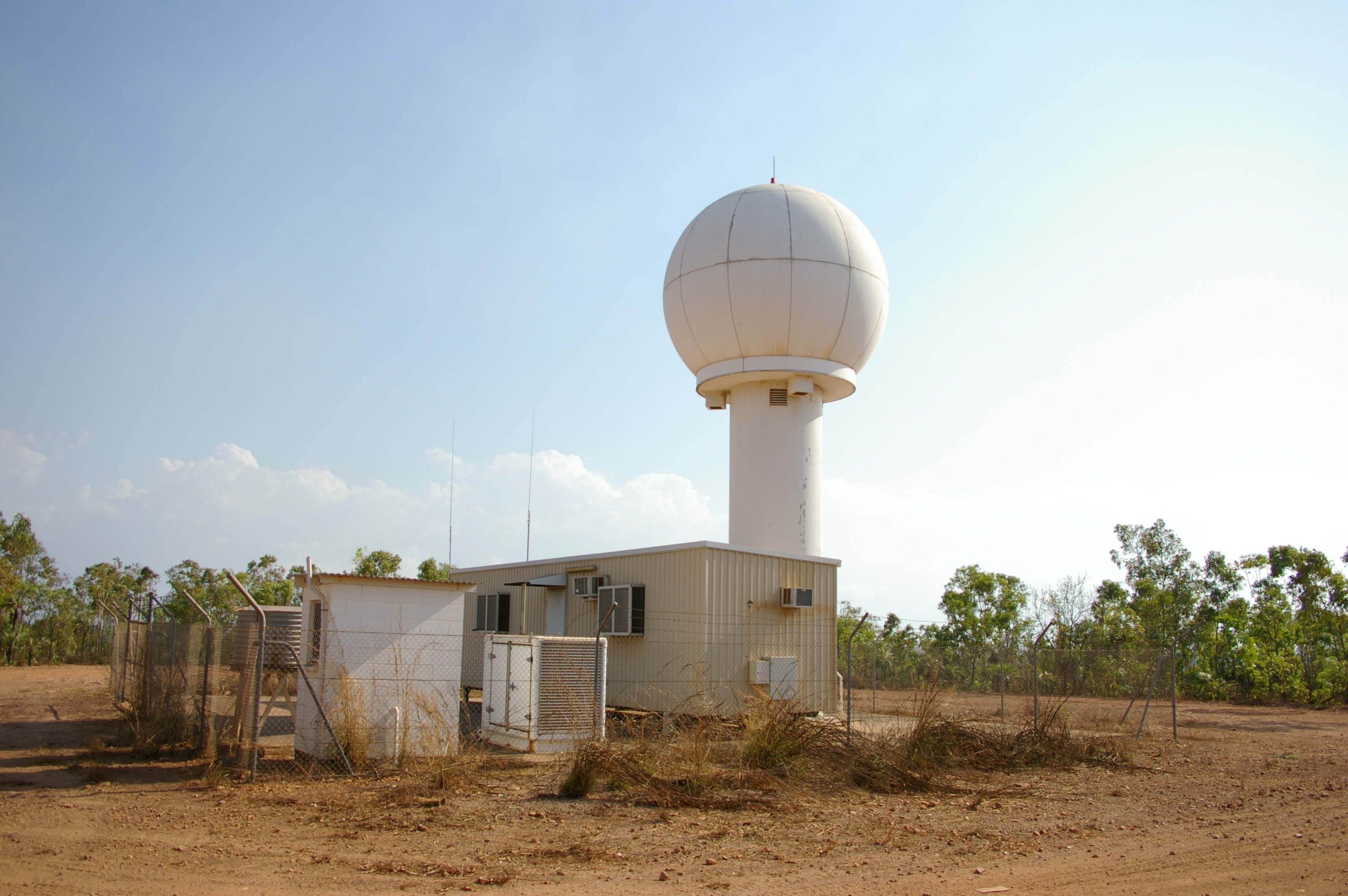
Berrimah Radar

El Bureau de Meteorología es el principal proveedor de previsiones del tiempo, alertas y observaciones para Australia. El Bureau distribuye imágenes y datos meteorológicos e hidrológicos vía web, ftp, correo electrónico y fax y es el responsable de predecir y emitir alertas de inundación en Australia.
La sede principal del Bureau está ubicada en Melbourne Docklands, el cual incluye el centro de investigación y desarrollo, el centro nacional de operaciones, el centro nacional del clima, la oficina regional de predicciones de Victoria, así como también las secciones de Hidrología, Observaciones y Satélite.
El Bureau cuenta con oficinas regionales ubicadas en cada ciudad capital, que incluyen al menos un Centro Regional de Predicción Meteorológica y un Centro Regional de Predicción y Alertas de inundaciones. Las oficinas en Perth, Darwin y Brisbane también albergan Centros de Predicción de Ciclones Tropicales. La oficina regional en Adelaide incluye el Centro Nacional de Predicción de mareas, mientras que la oficina de Darwin, un centro para la alertas por cenizas volcánicas.

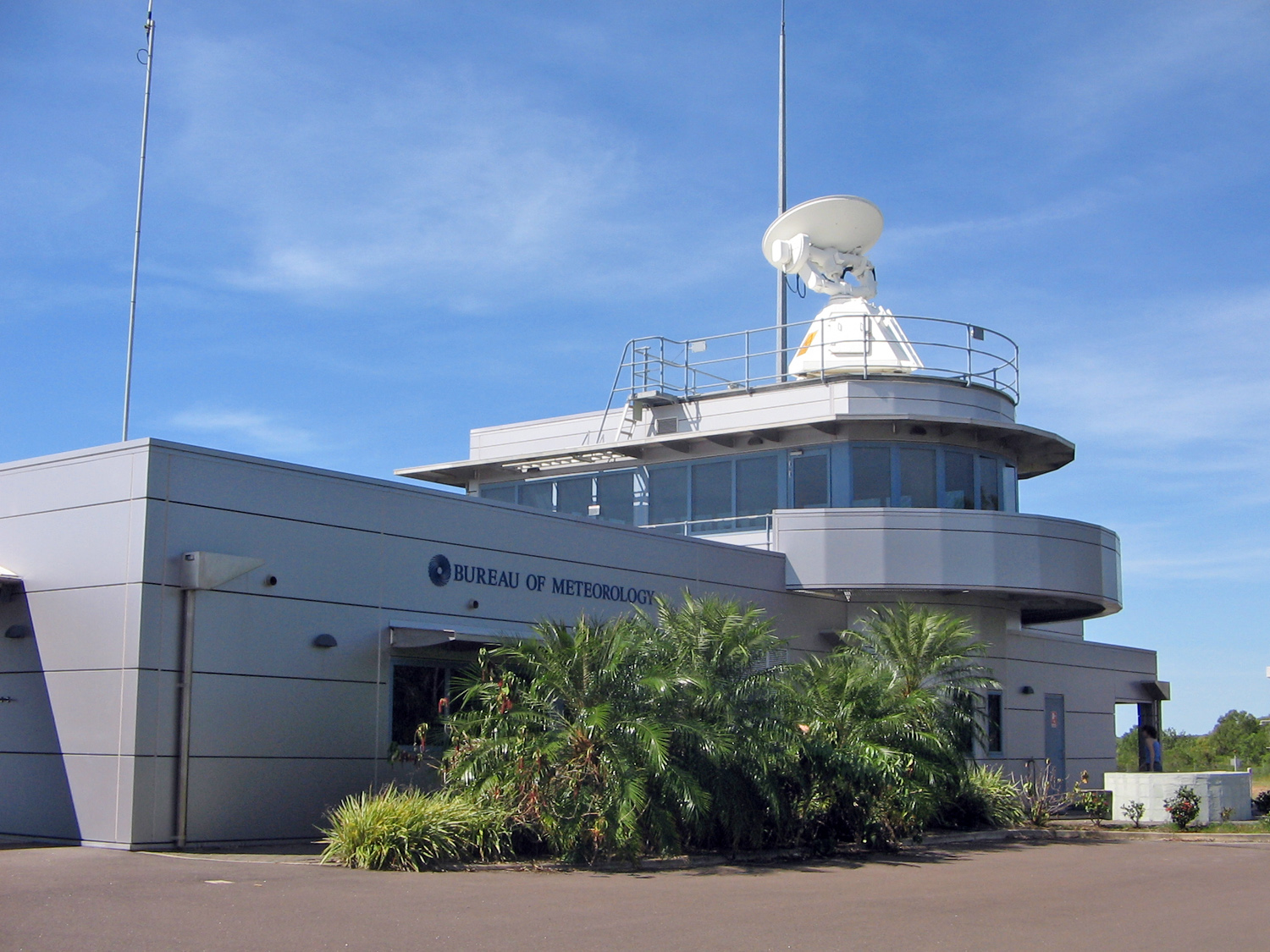
Oficina de Aeropuerto del Darwin

Las oficinas regionales son apoyados por el Centro Nacional de Operaciones (BNOC, por sus siglas en inglés) localizado en las oficinas centrales en Melbourne Docklands.
El Bureau mantiene una red de oficinas regionales a lo largo del continente, en islas vecinas y en la Antártida. Cuenta también con una red de aproximadamente 500 observadores pagados y unos 6,000 voluntarios para la observación de lluvia.

## Directores
Las personas siguientes han sido directores del Bureau de Meteorología:
| Director                          | Término                            |
| --------------------------------- | ---------------------------------- |
| Henry Ambrose Caza                | 1908 –1931                         |
| William S Vatio                   | 1931 – 1940                        |
| H. Norman Warren                  | 1940 – 1950                        |
| Edward W Timcke                   | 1950 – 1955                        |
| Leonard J Dwyer                   | 1955 – 1962                        |
| William J Gibbs                   | 1962 – 1978                        |
| John Zillman                      | 1978 – 2003                        |
| Geoff Amor                        | 2003 – 2008                        |
| Neville Smith (Director Suplente) | 2008 – 2009                        |
| Greg Ayers                        | 2009 – 2012                        |
| Rob Vertessy                      | 2012– 2016                         |
| Andrew Johnson                    | 6 de septiembre de 2016 – Presente |

## Tecnología
En la oficina central, un supercomputador Cray XC40 llamado "Australis" proporciona capacidad de informática operacional al Bureau para las predicciones y simulaciones numéricas del tiempo, clima, océano y mareas, mientras que otros servidores de Unix apoyan la transmisión y recepción de menajes y observaciones, así como el almacenamiento de información y predicciones en tiempo real en bases de datos. El Sistema de Previsión Integrado australiano proporciona la infraestructura informática principal en las oficinas regionales. Los Modelos numéricos de predicción meteorológica operados por el Bureau están basados en Modelo Unificado. El Bureau de Meteorología anunció un contrato para la compra del supercomputador Cray XC40 en julio de 2015, que fue puesto en operación el 30 de junio de 2016 y su previo sistema Oracle HPC retirado del servicio en octubre de 2016.